# Заборский сельсовет (Витебская область)
Заборский сельсовет — упразднённая административно-территориальная единица на территории Россонского района Витебской области Республики Беларусь.

## Состав
Заборский сельсовет включал 20 населённых пунктов:
- Антоново — деревня
- Бухово — деревня
- Голубово — деревня
- Гришино — деревня
- Дудки — деревня
- Дудчино — деревня
- Заборье — деревня
- Латыши — деревня
- Локти — деревня
- Мамоли — деревня
- Межегостье — деревня
- Нивье — деревня
- Ножницы — деревня
- Озерная — деревня
- Перевоз — деревня
- Поддубье — деревня
- Старица — деревня
- Хотьково — деревня
- Шерстово — деревня
- Шнитовка — деревня